# 藤原優
藤原 優（ふじわら まさる、1953年7月22日 - ）は、日本の元ラグビー選手。

## プロフィール
- 山梨県出身。[1]
- ポジションは、ウィング(WTB)、センター(CTB)。
- 日本代表キャップは22。
- 作家の林真理子は日川高校時代の同級生でクラスメート。

## 経歴
日川高校から早稲田大学に進学。当時史上最年少で日本代表に選出される。
卒業後英国に渡り名門「NECハーレクインズ」でプレー。日本代表の他、世界選抜でも活躍。
帰国後は丸紅に就職し、現在は独立。早大コーチの他、日本協会の強化スタッフも務めた。
短距離選手を負かすほどの快足、パワフルかつ野性味あふれる走りから「アニマル」の異名を取る。未だに、史上最高のトライゲッターとして彼の名を挙げるファンは多い。